# Salon du jouet de Nuremberg
Le salon du jouet de Nuremberg (en anglais Spielwarenmesse International Toy Fair Nürnberg) est le salon du jouet le plus important au monde. 

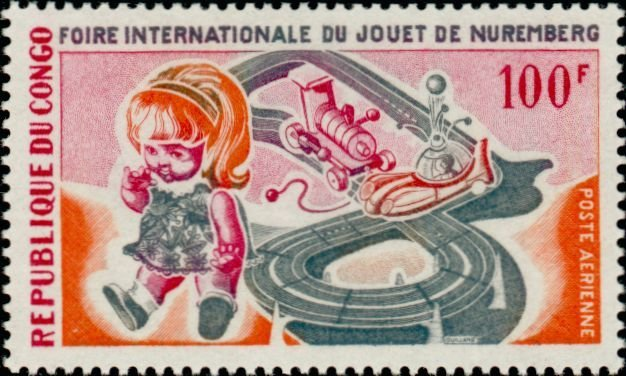
Foire internationale du jouet de Nuremberg (timbre émis en 1969 par la République du Congo).

Fondé en 1949, il a lieu chaque année la dernière semaine de janvier et est réservé exclusivement aux professionnels de la branche du jouet, aux représentants de la presse et aux sociétés invitées. 2.850 exposants issus de 60 pays viennent y présenter leurs nouveautés à 79 000 grossistes et acheteurs, dont 54 % internationaux (chiffres 2011). L’organisateur du salon est la « Spielwarenmesse eG », un prestataire de service en marketing et organisation de salons spécialisés dans le jouet, dont le siège se situe à Nuremberg.

## Catégories de produits
Chaque année environ un million de produits, dont soixante-dix mille nouveautés, sont présentés sur la Spielwarenmesse. Le salon est divisé en douze groupes de produits :
- Modélisme, passe-temps
- Maquettes de trains et accessoires
- Jouets techniques, jouets éducatifs et jouets d’action
- Poupées, peluches
- Jeux, livres, articles éducatifs et expérimentaux, multimédia
- Articles de fêtes et de tendance, carnaval
- Jouets en bois, artisanat d’art et articles cadeaux
- Articles créativité
- Sport, plein air, loisirs
- Fournitures scolaires, papeterie
- Articles pour bébé et petite enfance
- Groupe toutes branches

## ToyInnovation/ToyAward

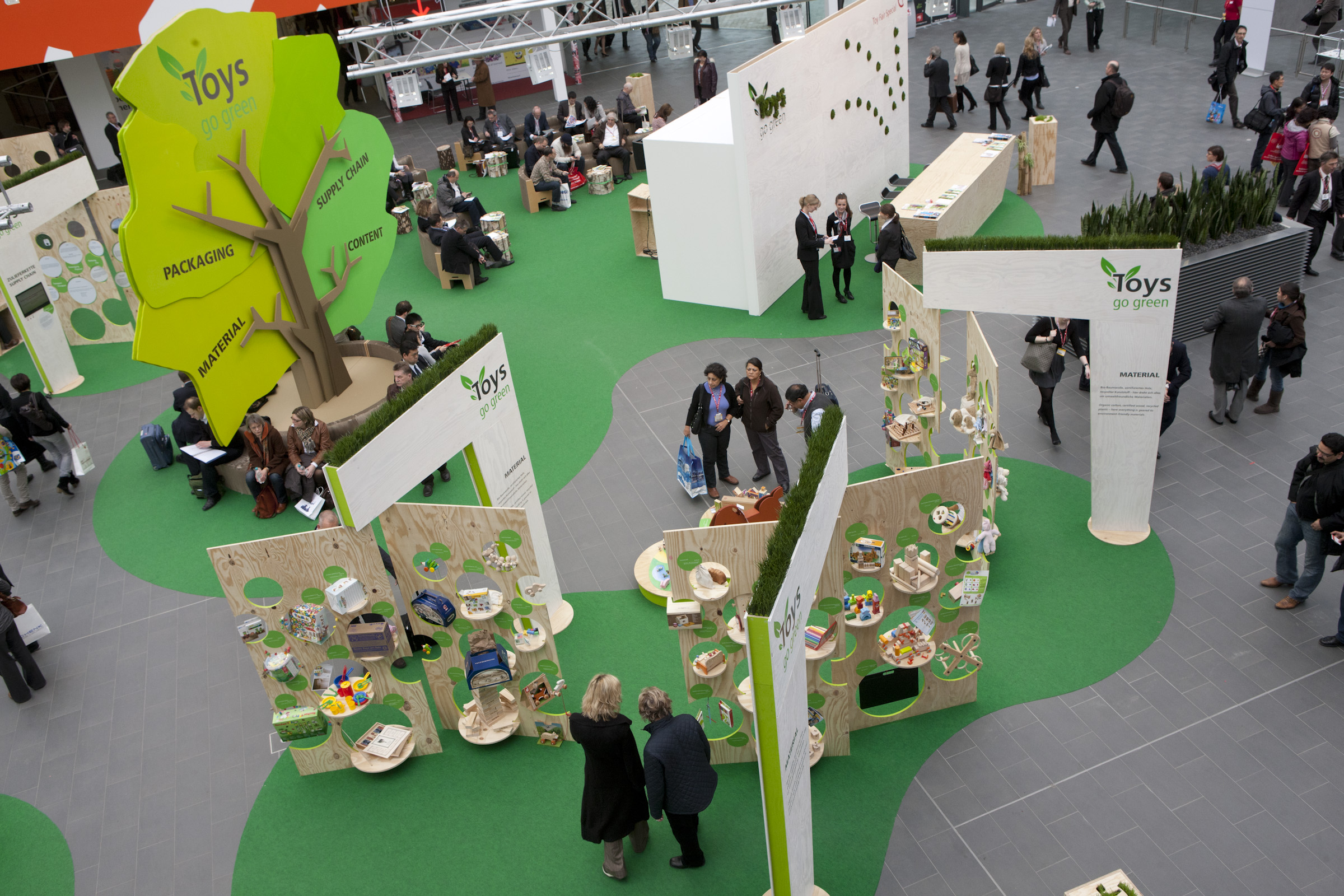
Toys go Green!

Chaque année, les nouveautés du Salon sont récompensées par le « ToyAward ». Les produits nommés se distinguent par leur degré d’innovation, leur concept ainsi que par leur créativité et l’idée même du jeu. Un jury composé de représentants de la branche détermine les gagnants dans 5 catégories :
- 1er âge
- Préscolaire
- Scolaire
- Adolescence & famille
- Award spécial (dont le thème change chaque année)

## Global Toy Conference
Le dernier jour de la Spielwarenmesse, est organisée la Global Toy Conference. Ce Congrès international du Jouet traite du futur de l’industrie et du commerce du jouet autour de divers thèmes, tels que le développement durable, la sécurité des produits, le marketing online ou le succès de la vente par Internet.

## Spielwarenmesse eG
L’organisation de la Spielwarenmesse International Toy Fair est assurée par la Spielwarenmesse eG. Celle-ci a été fondée le 11 juin 1950 sous le nom de « Deutsche Spielwaren-Fachmesse GmbH » et rassemblait 46 entreprises. En 1958, elle devint une SARL sous le nom de « Spielwarenmesse GmbH » puis de « Spielwarenmesse eingetragene Genossenschaft » en 1973. Ses organes fondateurs sont le comité directeur, le conseil de sécurité et l’assemblée générale. 
En 2010 a été créée la Spielwarenmesse (Shanghai) Co., Ltd, filiale à 100 % de la Spielwarenmesse eG, qui s’occupe des exposants chinois sur la Spielwarenmesse Toy Fair de Nuremberg. 
La Spielwarenmesse eG a des représentants dans le monde entier qui assurent le lien avec les exposants et visiteurs du Salon de leur pays.